# 拉海達鄉

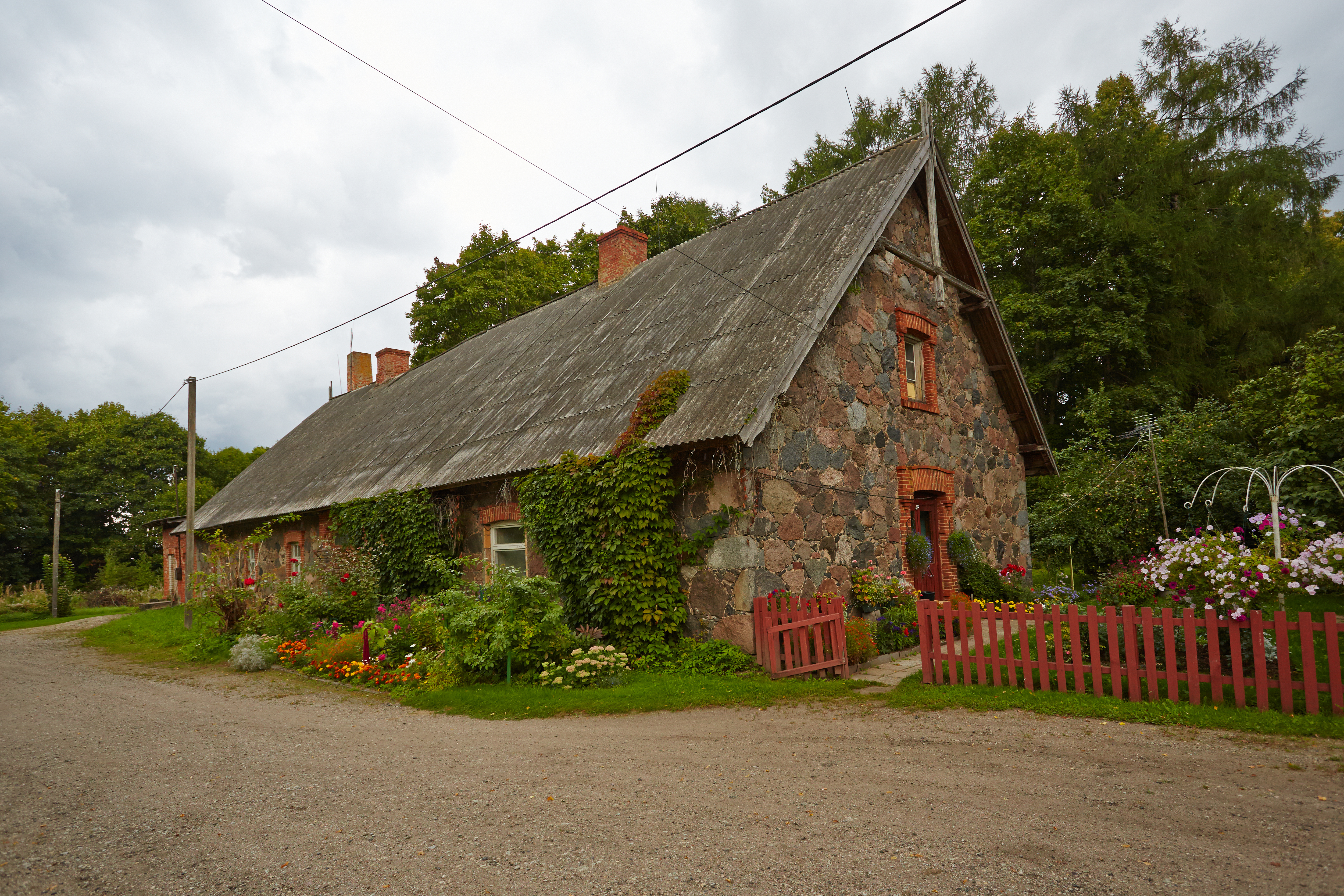
蒂尔西庄园里的奶制品作坊

拉海達鄉，是愛沙尼亞珀爾瓦縣的一個鄉村型市镇，位於該國東南部，行政中心設於蒂爾西，面積91平方公里，2009年人口1,355，人口密度每平方公里15人。
2017年爱沙尼亚行政改革后，拉海达市镇与其他市镇一起合并为新的珀尔瓦市镇。
57°58′7″N 27°0′2″E / 57.96861°N 27.00056°E